# Віденська фондова біржа
Віденська фондова біржа (нім. Wiener Borse — VSX) заснована в 1771 році під час правління імператриці Марії Терезії (1717–1780) і спочатку була призначена для організації ринку державних облігацій. Біржа була заснована майже на 70 років пізніше, ніж Санкт-Петербурзька, однак досить швидко вона стала провідною біржею в Центральній і Південній Європі.
Починаючи із середини XIX ст. і до Першої світової війни Віденська фондова біржа (ВФБ) була головним ринком капіталів для Центральної й Східної Європи. З 1918 по 1938 р. вона була організаційною основою фондового ринку Австрії. З 1938 по 1945 р. біржа фактично потрапила під німецький протекторат і повністю контролювалася німецькою адміністрацією. Австрійський вплив був відновлений лише в листопаді 1948 р.
З цього часу біржа розпочала обслуговування фондових потреб країни. Її діяльність істотно розширилася в ході буму активності в країні (середина 1980-х років — березень 1990 р.). В 1996 р. біржа налагодила автоматизовану систему торгів, а з 5 жовтня 1999 р. співпрацює з Німецькою фондовою біржею, і в поточному столітті втратила самостійне значення.
Своєю чергою, Віденська фондова біржа фактично поглинула Угорську фондову біржу й стала головному спонсором і оператором останньої. Це дозволило інтегрувати інформаційні й торговельні системи двох бірж. Пізніше аналогічні процеси відбулися з Бухарестськими й Загребської фондовими біржами
У цей час на ВФБ зосереджено близько 60% фондової торгівлі Австрії. За допомогою спеціальних систем вона пов'язана з позабіржовим ринком. Організація торгів електронна, побудована на базі EQOS (Electronic Quote and Order-Driven System), що, своєю чергою, є похідної торговельної системи Німецької фондової біржі — Xetra.
У Відні існують також дві невеликі біржі. Віденська товарна біржа (з 1872 р.) протягом багатьох років була зайнята терміновою торгівлею. Однак наприкінці XX ст. розпочала освоєння фінансових контрактів. Біржа деривативів (Відень), заснована в 1991 р., — відносно молода. На ній організована торгівля ф'ючерсами на державні облігації. У країні діють два основних фондових індекси: WBI Index — складається із всіх акцій, що котируються на біржі;
ATX (Austrian Trade Index) — найбільший австрійський фондовий індекс.